# 连续变量与离散变量
数学与统计学中，若一个定量变量通常由测量获得，则可能是连续的；若通常由计数获得，则可能是离散的。若变量可以取两个特定的实值，且还可以取两者间所有实值（包括任意或无限接近的值），则变量在该区间内连续。若变量可以取一个值，而其两侧各有非无穷小的间隙，其中没有可取的值，则称其在此值附近是离散的。某些语境下，变量在数线的某些范围内是离散的，在另一些范围内则可以是连续的。

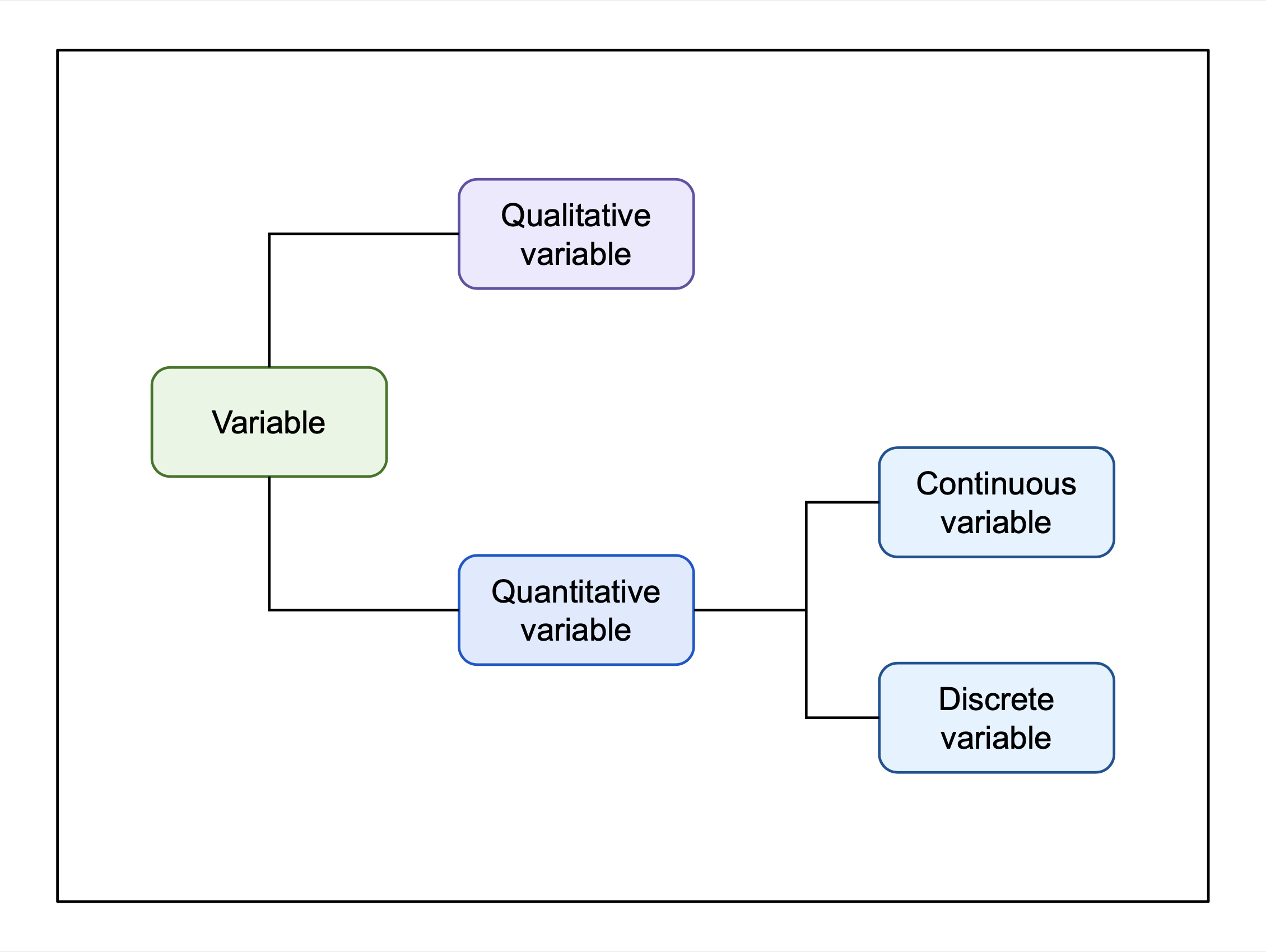
变量可分为两大类：定性变量（分类变量）与定量变量（数值变量）。连续变量与离散变量是定量变量的子类。注意此示意图没有穷尽所有类别。

## 连续变量
连续变量是由测量获得值的变量，即可以在不可数集上取值的变量。
例如，在实数的非空范围上取值的变量是连续的，因为在a与b之间的任何实数范围{\displaystyle a,b\in \mathbb {R} ;a\neq b}都不可数，范围内有无限多值。
微积分方法常用于连续变量问题，如连续最优化问题。
统计学中，连续变量的概率分布可用概率密度函数（PDF）表示。
连续时间动力学中，时间变量被视作连续的，描述变量随时间变化的方程是微分方程。瞬时变化率是良定义的概念，是指在某特定瞬间，因变量与自变量的变化比。

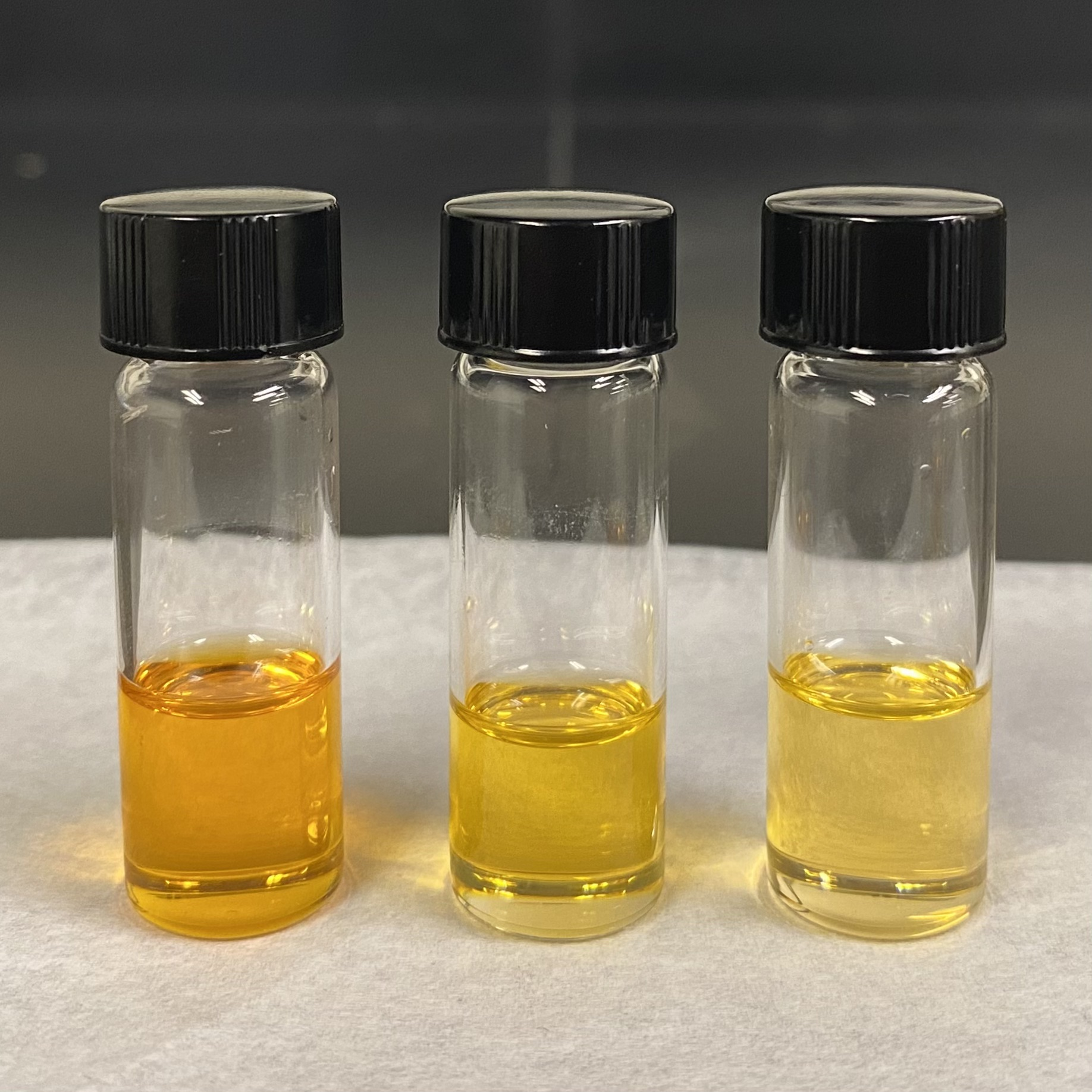
这是装有不同量液体的小瓶。瓶中液体的体积是连续变量，小瓶个数是离散变量。

## 离散变量
相对地，当且仅当变量值与自然数集{\displaystyle \mathbb {N} }存在一一对应关系时，才称此变量是离散变量。即，在某实值区间内的离散变量是这样的：对可取值区间内的任何值，与最近的其他可取值都有正的最小间距相隔。离散变量的值可由计数得到，可取值数量或是有限的，或是可数无限的。常见例子是整数、非负整数、正整数或只有0、1。
微积分方法用于离散变量问题不太合适，特别是在多变量微积分中，很多模型都依赖于连续性假设。离散变量问题如整数规划。
统计学中，离散变量的概率分布可用概率质量函数（PMF）表示。
离散时间动力学中，时间变量被视作离散的，描述变量随时间变化的方程是差分方程。某些离散时间动力系统的响应可通过求差分方程的解析解来模拟。
计量经济学与更广泛的回归分析中，有时一些经验上相关的变量是0-1变量，只能取这两个值。这是为了将虚拟变量用作一个开关，将它们分配给方程中的参数来“打开”或“关闭”。若自变量是虚拟变量，则通常采用逻辑回归或概率单位回归。在回归分析中，虚拟变量可用于表示研究中的样本组（如0对应对照组的组成）。

## 混合
混合多变量模型可同时包含离散与连续变量。例如，简单的混合多变量模型可以有只在0、1上取值的离散变量x，与连续变量y。混合模型的一个例子是基于精神症状的二元测量和认知表现的连续测量对心理失调风险的研究。混合模型还可能涉及在数线的某范围内离散，而在另一范围内连续的单一变量。
概率论和统计学中，混合型随机变量的累积分布函数既不是离散的，也不是处处连续的。混合型随机变量的例子是排队等候时间的概率。顾客等待时间为零的可能性是离散的，而非零的等待时间是连续的。